# Ba Mamadou Mbaré
Ba Mamadou dit Mbaré (arabisch با مامادو إمباري, * 1946 in Wali Djantang, Mauretanien; gestorben 10. Januar 2013 in Paris, Frankreich) war ein mauretanischer Politiker, der ab 2007 bis zu seinem Tod Präsident des Senats von Mauretanien war. Als Präsident des Senats folgte er auf Mohamed Ould Abdel Aziz als Staatsoberhaupt am 15. April 2009, als Abdel Aziz zurücktrat, um für die Präsidentschaftswahlen von 2009 zu kandidieren. Mbaré wurde damit das erste schwarzafrikanische Staatsoberhaupt Mauretaniens.

## Leben

### Jugend und Karriere
Mbaré wurde 1946 in Wali Djantang, einem Dorf an der Grenze zum Senegal in der Region Gorgol geboren. Nach einem Studium in Mauretanien setzte er seine Studien in der damaligen Sowjetunion an der Landwirtschaftsakademie der Ukraine in Kiew fort (1967–73) und erwarb einen Abschluss in Veterinärmedizin. Danach erhielt er verschiedene Posten in Mauretanien, zunächst als Forschungsbeauftragter am Laboratory of Fisheries (1974–75), dann als Leiter der Forschungsstelle für Fischerei in Nouadhibou, als Leiter des Department für Ozeanographie und Meeresbiologie (1976–78) und schließlich als Direktor des National Center of Oceanographic and Fishing Research (1978–80).
Mbaré war technischer Berater des Fischereiministeriums (1980–81) und wurde 1986 Bürgermeister von Wali Djantang (-2003). In dieser Zeit arbeitete er auch noch als Funktionär des Fischereiministeriums und wurde dann zum Generaldirektor des Freihafens Nouadhibou ernannt (2002–2003). Unter Präsident Maaouya Ould Sid’Ahmed Taya diente er als Fischereiminister (13. November 2003–2005), bis Taya durch einen Putsch gestürzt wurde .
Mbaré wurde 2007 als Abgeordneter für Maghama in den Senat gewählt  und am 26. April 2007 mit 40 zu 11 Stimmen zum Senatspräsidenten erkoren.

### Präsidentschaft
Mohamed Ould Abdel Aziz riss 2008 die Macht an sich und setzte durch einen Putsch Präsident Sidi Mohamed Ould Cheikh Abdallahi ab. Doch dann trat er am 15. April 2009 von allen politischen und militärischen Ämtern zurück, um für die Präsidentschaftswahlen im Juli 2009 zu kandidieren. Dadurch folgte ihm Mbaré automatisch als Staatsoberhaupt in Interimsfunktion und wurde das erste schwarzafrikanische Staatsoberhaupt Mauretaniens.
Abdel Aziz gewann die Wahl, wurde am 5. August 2009 vereidigt und übernahm die Funktion des Staatsoberhaupts wieder von Mbaré.
Mbaré verstarb am 10. Januar 2013 in Paris.